# 남아메리카가시쥐
남아메리카가시쥐(Scolomys melanops)는 비단털쥐과 아메리카가시쥐속에 속하는 설치류의 일종이다. 짧은코가시쥐, 에콰도르가시쥐, 회색가시쥐로도 불린다. 숲에 서식하며 에콰도르 토착종으로 간주되었지만, 현재는 더 넓은 분포 지역을 가지는 것으로 알려져 있고 페루 일부 지역에서도 발견된다.

## 특징
남아메리카가시쥐는 꼬리 길이 55~77mm를 포함하여 전체 몸길이는 135~167mm이다. 머리는 짧고 넓으며, 몸은 작고 꼬리는 털이 거의 없다. 등 쪽은 털이 짧고 무성하며, 털 끝이 불그스레하거나 거무스레한 가는 털과 끝이 검고 같은 길이의 굵은 가시털이 섞여 있어서 반백의 희끗희끗한 느낌을 준다. 배 쪽도 유사한 털과 가시털을 갖고 있지만 균일한 회색을 띤다. 형태학적으로 근연종 우카얄리가시쥐(Ucayali spiny mouse)와 아주 유사하다. 차이는 주로 두개골 특징과 치열이다. 남아메리카가시쥐의 핵형은 2n=60과 FN=78이지만, 우카얄리가시쥐는 2n=50, FN=68이다.

## 분포 및 서식지
남아메리카가시쥐는 안데스 산맥 동쪽의 에콰도르와 페루 동부의 이키토스 근처에서 발견되며, 헤발 150m와 1200m 사이에서 서식한다. 서식지는 일차림과 이차림, 파편화된 숲, 숲 외곽 근처의 농경지이다. 나무 위에서 생활하는 것으로는 보이지 않으며, 생태에 대해서는 거의 알려져 있지 않지만 임신한 암컷을 3월과 4월 사이에 발견할 수 있다. 야자수 Lepidocaryum tenue 덤불의 섬유가 포함된 둥지를 만들며, 평균 2.5마리의 새끼를 낳는다.

## 보전 상태
열대 남아메리카 숲에 큰 분포 지역을 가진 것으로 간주되며, 따라서 전체 개체군이 큰 것으로 추정된다. 직면하고 있는 특별한 위협 요인은 없지만 지역적으로 위협이 되는 곳이 있을 수 있다. 일차림과 이차림 모두에서 서식하고, 몇몇 보호 지역에서도 발견되며, 국제 자연 보전 연맹(IUCN)이 보전 등급을 "관심대상종"으로 분류하고 있다.